# Стрельба на летних Олимпийских играх 1936
Соревнования по стрельбе на летних Олимпийских играх 1936 года прошли с 6 по 8 августа. По сравнению с предыдущей Олимпиадой, на играх в Берлине была добавлена стрельба из пистолета на дистанции 50 метров. Соревнования среди команд вновь не были проведены. Участвовали 140 спортсменов из 29 стран, которые соревновались за 3 комплекта медалей.

## Медали

### Общий медальный зачёт
(Жирным выделено самое большое количество медалей в своей категории; принимающая страна также выделена)
| Общее количество медалей |          |        |         |        |       |
| Место                    | Страна   | Золото | Серебро | Бронза | Всего |
| 1                        | Германия | 1      | 2       | 0      | 3     |
| 2                        | Швеция   | 1      | 0       | 1      | 2     |
| 3                        | Норвегия | 1      | 0       | 0      | 1     |
| 4                        | Венгрия  | 0      | 1       | 0      | 1     |
| 5                        | Франция  | 0      | 0       | 1      | 1     |
| 5                        | Польша   | 0      | 0       | 1      | 1     |

### Медалисты
| Дисциплина                    | Золото                      | Серебро                | Бронза                     |
| Скоростной пистолет, 25 м     | Корнелиус ван Ойен Германия | Генрих Хакс Германия   | Торстен Ульман Швеция      |
| Пистолет, 50 м                | Торстен Ульман Швеция       | Эрих Кремпель Германия | Шарль де Жаммоньер Франция |
| Малокалиберная винтовка, 50 м | Вилли Рёгеберг Норвегия     | Ральф Берженьи Венгрия | Владислав Карась Польша    |

## Страны
В соревнованиях по стрельбе приняли участие 140 спортсменов из 29 стран:

В скобках указано количество спортсменов
| - Австрия (3) - Аргентина (5) - Бельгия (3) - Болгария (1) - Бразилия (4) - Венгрия (8) - Германия (9) - Греция (7) - Дания (6) - Египет (1) - Италия (9) - Латвия (3) - Лихтенштейн (2) - Мексика (5) - Монако (6) |  | - Нидерланды (4) - Норвегия (4) - Перу (1) - Польша (6) - Португалия (6) - Румыния (4) - США (6) - Филиппины (2) - Финляндия (8) - Франция (8) - Чехословакия (7) - Чили (3) - Швеция (7) - Югославия (1) |